# Lò phản ứng nước áp lực

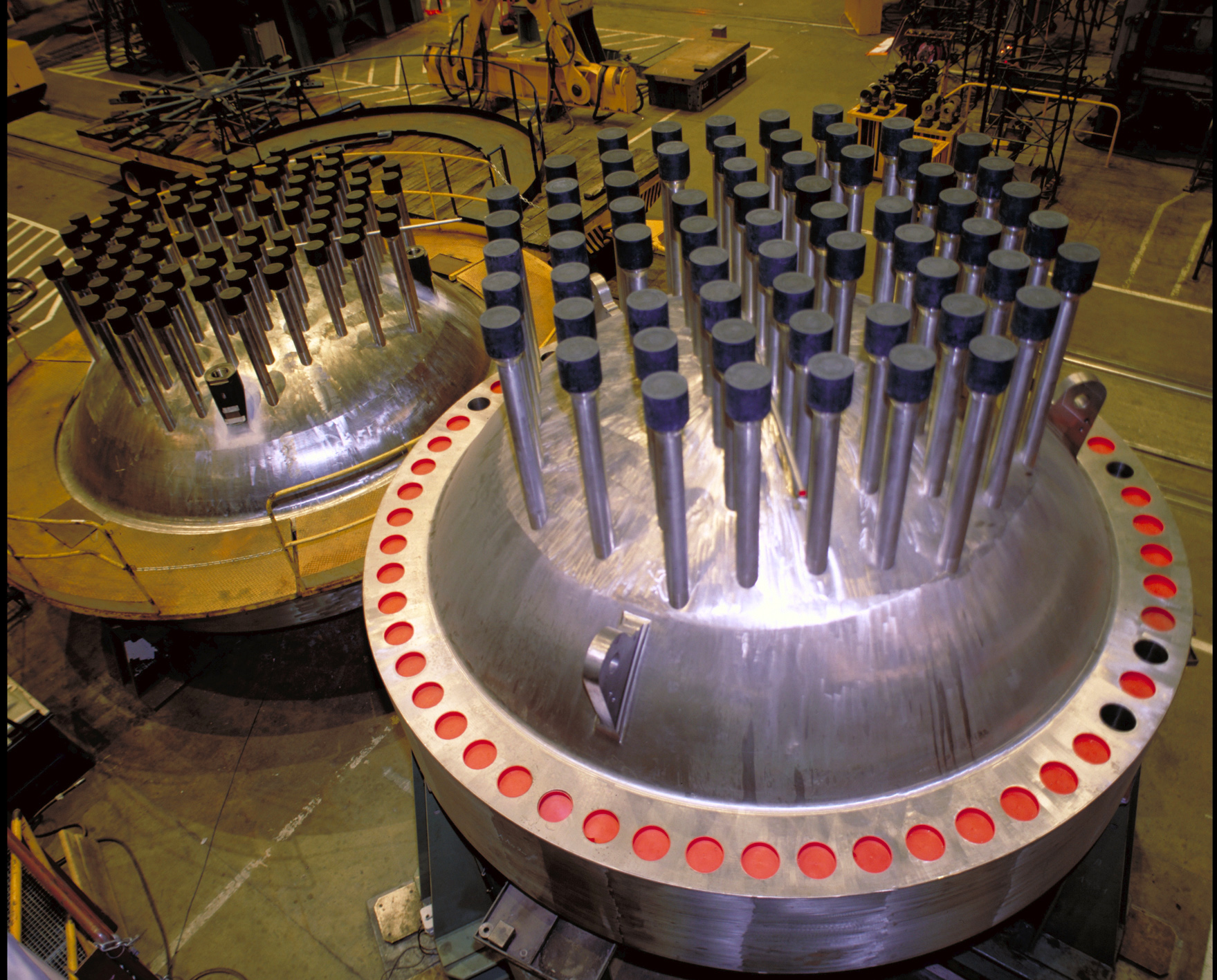
Hình ảnh các đầu điều tiết của lò phản ứng nước áp lực

Lò phản ứng nước áp lực (PWR) là một trong hai loại lò phản ứng hạt nhân thuộc nhóm lò phản ứng nước nhẹ, loại lò này được sử dụng rất phổ biến ở các nước phương Tây. Trong lò PWR, bộ phận làm lạnh sơ cấp (nước) được bơm vào lõi lò phản ứng dưới áp suất cao, tại lõi nó nước nung nóng bằng nhiệt tạo ra từ phản ứng hạt nhân. Nước được nung nóng sau đó chảy đến một bộ phận thứ cấp để truyền nhiệt mà nó mang, lượng nhiệt này sẽ làm nước sôi và tạo ra hơi nước để quay tuốc bin, và phát ra điện. Khác với lò phản ứng nước nhẹ ở chỗ áp suất trong bộ phận sơ cấp được tuần hoàn mà không có quá trình sôi trong lò phản ứng. Tất cả các lò phản ứng nước nhẹ ban đầu dùng nước nhẹ trong bộ phận làm lạnh và điều hòa neutron.
Các PWR ban đầu được thiết kế cho các lò phản ứng của tàu ngầm nguyên tử và được sử dụng các thiết kế ban đầu của các nhà máy điện hạt nhân thương mại thế hệ 2 ở nhà máy điện hạt nhân Shippingport.
PWR hiện đang được vận hành ở Hoa Kỳ là loại lò phản ứng thế hệ II. Các lò VVER của Nga cũng tương tự như của Hoa Kỳ, là các PWR. Pháp vận hành một số lò PWR để tạo đa số lượng điện của họ.
Đây là kiểu lò phổ biến nhất với trên 230 lò hiện đang vận hành trên khắp thế giới. Thiết kế cơ bản của loại lò này có nguồn gốc từ các lò phản ứng hạt nhân sử dụng trong các tầu ngầm hạt nhân. Chúng sử dụng nước thường làm chất tải nhiệt và làm chậm. Thiết kế khác biệt mang tính điển hình của loại lò này là dùng nước trong chu trình làm nguội vòng một đi qua tâm lò với áp suất rất cao và chu trình thứ hai được sử dụng là hơi được sinh ra để chạy tuôc bin.
Sơ đồ công nghệ hai vòng tuần hoàn của lò PWR
Nước trong vùng hoạt có thể đạt tới nhiệt độ 325 0C, khi đó nước cần phải ở mức áp suất 160 lần áp suất khí quyển để ngăn chặn việc làm sôi nước, áp suất được duy trì nhờ hơi trong bộ điều áp. Trong chu trình vòng I nước cũng đóng vai trò của chất làm chậm nên nếu nước trở thành hơi thì sẽ làm cho phản ứng phân hạch bị giảm xuống. Hiệu ứng phản hồi âm này là một trong những đặc trưng an toàn nội tại của loại lò PWR. Hệ thống  dập lò thứ cấp thực hiện việc bổ sung thêm bo vào vòng sơ cấp.
Vòng thứ cấp được duy trì ở áp suất thấp hơn và nước sẽ sôi trong các bộ trao đổi nhiệt của thiết bị sinh hơi. Hơi nước làm quay tuôc bin máy phát để sản xuất điện, sau đó lại được làm ngưng tụ thành nước với nhiệt độ thấp hơn và qua các  bộ trao đổi nhiệt để quay trở lại vòng sơ cấp.
Yêu cầu độ sạch của nước vòng hai rất cao, do vậy để bảo đảm các chỉ tiêu kinh tế, tất cả hơi nước sau khi sinh công ở tuốc bin đều được ngưng tụ và đưa trở lại chu trình công nghệ. Do vậy, vòng hai của nhà máy ĐHN cũng là một chu trình kín, nước bổ sung là một lượng nhỏ để bù hao hụt do rò thoát. 
Sơ đồ thùng lò PWR
PWR là một loại lò nước nhẹ với nước nhẹ vừa là chất tải nhiệt vừa là chất làm chậm neutron và có thùng lò chịu áp lực.
Thùng lò cấu tạo từ một phần hình trụ với các ống vào/ra của chất tải nhiệt 
và đáy hình elíp. Bên trong thùng lò có giếng lò hình trụ dùng để bố trí vùng hoạt và tổ chức dòng chuyển động của chất tải nhiệt. Thùng lò chịu áp suất lớn và chịu bức xạ cao được chế tạo rất phức tạp. Mặt trong vỏ lò tiếp xúc với nước được phủ một lớp thép không gỉ để chống ăn mòn và giảm quá trình giòn vỏ lò do tương tác của dòng nowtrôn cao, chiếu xạ mạnh. Để bảo đảm độ bền, thùng lò được làm với số mối hàn ít nhất. Thùng lò được thiết kế để làm việc trong một thời gian dài từ 40 đến 60 năm. Các thông số của lò PWR công suất 1160 MWe được trình bày trong bảng dưới đây. 
| Thông số cơ bản của lò PWR        |                         |
| Công suất nhiệt                   | 3423 MWt                |
| Công suất điện                    | 1160 MWe                |
| Đường kính phía trong thùng lò    | 4,394 m                 |
| Độ dày thùng lò                   | 225 mm                  |
| Chiều cao thùng lò                | 12,9 m                  |
| Vật liệu thùng lò                 | ASME SA-508 GrB class 3 |
| Trọng lượng thùng lò              | 402 t                   |
| Đường kính vùng hoạt              | 3,37 m                  |
| Chiều cao/dài vùng hoạt           | 3,66 m                  |
| Độ giàu nhiên liệu                | 2,1-4,1%                |
| Số bó nhiên liệu                  | 193                     |
| Đường kính thanh nhiên liệu       | 9,5 mm                  |
| Chiều dài thanh nhiên liệu        | 3,65 m                  |
| Tổng chiều dài bó nhiên liệu      | 4,06 m                  |
| Vật liệu ống thanh nhiên liệu     | Zircaloy-4              |
| Trọng lượng nhiên liệu            | 89 t                    |
| Mật độ công suất                  | 105 kW/lít              |
| Số bó/thanh điều khiển            | 53 bó                   |
| Áp suất trong lò                  | 157 kg/cm²              |
| Chất tải nhiệt                    | H2O                     |
| Chất làm chậm neutron             | H2O                     |
| Thông lượng chất tải nhiệt qua lò | 60.103 t/h              |
| Nhiệt độ chất tải nhiệt vào/ra lò | 289/3250 C              |

Ở lò PWR, khối các ống bảo vệ và hệ thống điều khiển được bố trí ở phía trên vùng hoạt. Điều này cho phép các thanh điều khiển có thể tự rơi vào vùng hoạt để dập lò khi cần thiết.
Các lò PWR có các bó nhiên liệu với số lượng thanh nhiên liệu trong mỗi bó từ 200-300 tuỳ thuộc cấu hình của bó nhiên liệu (15 x 15, 16 x 16, 17 x 17, v.v.), các bó nhiên liệu được sắp trong thùng lò chịu áp lực theo chiều thẳng đứng. Tổng số bó nhiên liệu vào khoảng 150-250 và tổng trọng lương khoảng 80-100 tấn uranium.
Các bó nhiên liệu của lò PWR cũng như của lò BWR trong trường phái thiết kế của các nước phương Tây có dạng hình hộp vuông, còn trong các lò do Nga thiết kế có dạng hình hộp lục giác đều, trong đó bố trí ô mạng vuông hay tam giác. Các thanh nhiên liệu có dạng hình ống bên trong xếp các viên nhiên liệu UO2 có đường kính 8 mm và chiều cao 10 mm. Giữa vỏ bọc và viên nhiên liệu là rãnh khí He, phía trên có lò xo nén giữ và khoảng trống chứa khí phóng xạ thoát ra trong phản ứng hạt nhân. Các thanh nhiên liệu hợp lại thành các bó nhiên liệu. Các bó nhiên liệu nạp vào lò có thể có hoặc không có vỏ hộp bọc ngoài tùy từng lò. Các hộp này được đục lỗ để tạo dòng chảy ngang có tác dụng dàn đều trường nhiệt độ vùng hoạt. 
Các bó nhiên liệu của lò PWR theo trường phái Phương Tây và Nga
Nhà máy ĐHN với lò PWR có sơ đồ công nghệ hai vòng. Trong sơ đồ công nghệ này nhất thiết phải có thiết bị sinh hơi là thành phần phân chia hai vòng. Có thể nói thiết bị sinh hơi thuộc vòng một hay thuộc vòng hai đều đúng
Thiết bị sinh hơi kiểu đứng (phương Tây) và kiểu ngang (Nga)
Trong thiết bị sinh hơi, để truyền được nhiệt từ vòng một sang vòng hai cần phải có chênh lệch nhiệt độ giữa nước vòng một (không được sôi) và nước sôi thuộc vòng hai. Để tránh sôi nước trong vòng một, áp suất của nó phải đủ lớn, thường là cao hơn nhiều so với áp suất vòng hai. Do vậy, tính kinh tế nhiệt của nhà máy hai vòng bao giờ cũng thấp hơn nhà máy một vòng có áp suất trong lò như nhau.
Thiết bị sinh hơi là một thành phần cần thiết trong nhà máy ĐHN với lò PWR. Nó cách ly sự lan truyền chất phóng xạ từ vòng một sang vòng hai, giúp cho việc vận hành nhà máy được thuận tiện hơn. Nhưng mặt khác, thiết bị sinh hơi là một khâu yếu trong nhà máy ĐHN với lò PWR. Trong thiết bị này, có hàng ngàn ống trao đổi nhiệt, nhiều hỏng hóc thường hay xảy ra với các ống này như tắc nghẽn, đứt gẫy, thủng do ăn mòn và cọ xát gây rò nước có phóng xạ từ vòng một sang vòng hai. Để khắc phục những hỏng hóc này, thường đòi hỏi phải mất thời gian, tốn kém và phải dừng nhà máy, gây ảnh hưởng đến kinh tế.
Thoáng nhìn người ta có cảm giác nhà máy ĐHN hai vòng cần vốn đầu tư nhiều hơn nhiều so với nhà máy một vòng. Nhưng do yêu cầu đảm bảo an toàn phóng xạ, phải xử lý (trao đổi ion) toàn bộ lưu lượng nước ngưng tụ (sau tuốc bin) đã làm cho chỉ số quan trọng như giá công suất đặt mỗi KW của nhà máy một vòng hầu như xấp xỉ với nhà máy hai vòng.